# Куаниб
Куаниб — село (аул) в Шамильском районе Дагестана. Административный центр сельского поселения «Сельсовет „Куанибский“».

## Географическое положение
Расположено в 9 км к северо-востоку от районного центра села Хебда.

## Население
| 1888 | 1895 | 1926 | 1939 | 1970 | 1989 | 2002 |
| ---- | ---- | ---- | ---- | ---- | ---- | ---- |
| 287  | ↗292 | ↗320 | ↗363 | ↘349 | ↘323 | ↗410 |
| 2010 | 2021 |      |      |      |      |      |
| ↗452 | ↗581 |      |      |      |      |      |